# Sotigui Kouyaté
Sotigui Kouyaté (Bamako, 19 luglio 1936 – Parigi, 17 aprile 2010) è stato un attore e drammaturgo burkinabé.

## Biografia e carriera
Nato da una famiglia di origine maliana, la cui storia è fortemente legata al patrimonio della tradizione orale africana dei griot; giocatore professionale di calcio nel 1966 e capitano della Nazionale del Burkina Faso, Sotigui recita per la prima volta in una piéce teatrale di Boubacar Dicko.
La sua collaborazione con il regista inglese Peter Brook, soprattutto nel Mahābhārata del 1989 lo rese noto anche in Europa e la partecipazione ai film La Genèse di Cheick Oumar Sissoko e Little Senegal di Rachid Bouchareb lo consacrarono al grande pubblico.
Kouyaté è considerato uno dei più importanti attori dell'Africa occidentale.
Nel 1997, insieme a Jean-Louis Sagot-Duvauroux, Alioune Ifra Ndiaye e Habib Dembélé ha fondato il Mandeka Théâtre ed ha esordito come regista nel 1998 con un adattamento dell'Antigone.
È il padre del regista cinematografico Dani Kouyaté e dello scrittore Hassane Kassi Kouyaté.
Sin da bambino, Sotigui ha partecipato alle performance tradizionali delle classi d'età e alle esibizioni dei suoi predecessori.
Negli anni '60 Sotigui intraprese la sua carriera come attore teatrale, accettando la proposta dell'amico Boubacar Dicko e fondando nello stesso anno un gruppo con cui esordì anche come drammaturgo con l'opera The Crocodile's Lament.
Nel 1983 si trasferì a Parigi e cominciò la sua collaborazione come attore con il regista inglese Peter Brook e successivamente ha lavorato con alcuni importanti registi, tra cui Bernardo Bertolucci che lo scelse per il ruolo di Abdelkader ne Il tè nel deserto (1990).
Nel 1995 ha interpretato il ruolo del protagonista nel film del figlio Dani Keïta! l'Héritage du griot.
Dal 1990 al 1996, Sotigui ha prodotto e presentato negli Stati Uniti e in Europa un'opera in solo sulla narrazione teatrale a partire dalla tradizione intitolato La voce del Griot ("Voice of the Griot") in cui, accompagnando la parola con la kora e il flauto, propone una sorta di testamento teatrale che parte dalle origini di quest'arte africana fino a giungere alla contemporaneità.
Nel 1997 Mahamat Saleh Haroun ha girato un documentario sulla sua vita, Sotigui Kouyaté un griot moderne.
Nel 2006 il Festival del Cinema africano, d'Asia e America Latina di Milano lo ha omaggiato di una sezione speciale in cui sono stati presentati alcuni dei suoi più importanti film e documentari.
Nel 2009 ha recitato in London River, accanto a Brenda Blethyn, di Rachid Bouchareb, in concorso al Festival del Cinema di Berlino, grazie al quale vince l'Orso d'Argento come miglior attore.
È scomparso nel 2010 a seguito di una malattia polmonare.